# 容日
容日（法語：Gionges，法語發音：[ʒjɔ̃ʒ]）是法国马恩省的一个旧市镇，位于该省中部，属于埃佩尔奈区。2018年1月1日，容日和相邻的另外3个市镇合并为新市镇布朗科托（Blancs-Coteaux）。

## 地理
容日（48°56'7"N, 3°58'48"E）面积10.75 平方千米，位于法国大東部大區马恩省，该省份为法国东北部内陆省份，北起阿登省，西北接埃纳省，西南接塞纳-马恩省，南至奥布省，东南接上马恩省，东临默兹省。
与容日接壤的市镇（或旧市镇、城区）包括：格罗沃、勒梅尼勒叙奥热、莫兰、奥热、韦尔蒂、维莱欧布瓦。

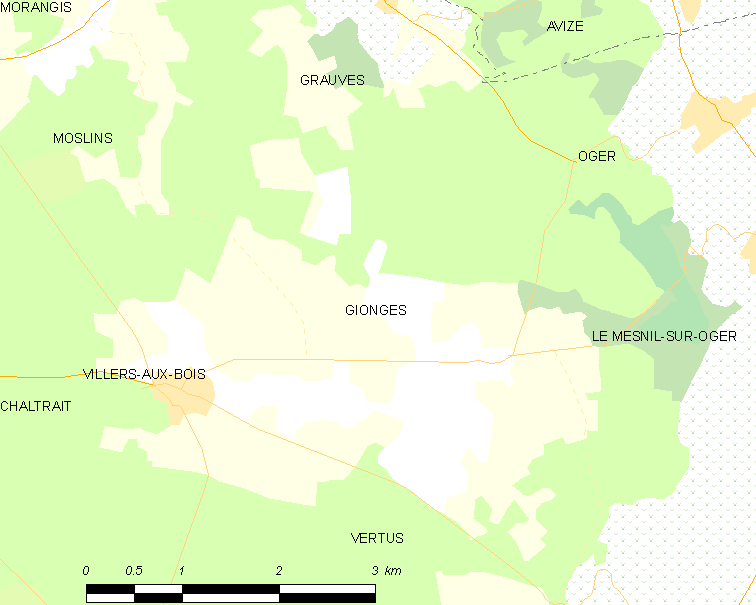
容日的OSM定位图

容日的时区为UTC+01:00、UTC+02:00（夏令时）。

## 行政
容日的邮政编码为51130，INSEE市镇编码为51271。

## 政治
容日所属的省级选区为韦尔蒂-香槟平原县。

## 人口

1962-2008年间容日人口变化图示

容日于2018年1月1日时的人口数量为239人。